# Catetòmetre

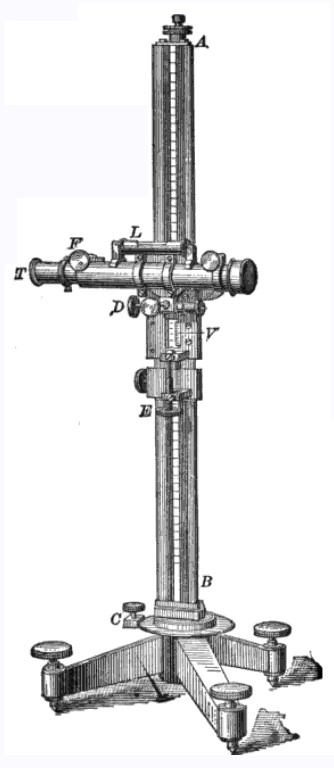
Catetòmetre dA Handbook of Physics Measurements (1918)

Un catetòmetre és un instrument de laboratori que serveix per a mesurar la distància vertical entre dos punts pròxims, en especial quan no són a la mateixa vertical. Consisteix en una ullera astronòmica, horitzontal, mòbil mitjançant un cargol micromètric al llarg d'un suport vertical graduat. La lectura és feta amb l'ajuda d'un nònius.
Segons Francesc Aragó (1786-1853), fou dissenyat pel químic francès Joseph Louis Gay-Lussac (1778-1850) per a mesurar la diferència de nivells en estudis de capil·laritat. Tanmateix, la majoria de fonts indiquen que fou inventat pels francesos Pierre Louis Dulong (1785-1838) i Alexis Thérèse Petit (1791-1820), quan realitzaven estudis sobre la dilatació del mercuri entre 0 °C i 300 °C, per presentar-lo a un premi dotat amb 3.000 francs de l'Institut de França. El nom és de la dècada del 1840, abans s'anomenava simplement micròmetre.